# Gunnar Ekevärn
Gunnar Ekevärn, född 1921 i Östersund, död 2008, var en svensk väg- och vattenbyggnadsingenjör och ämbetsman.
Ekevärn utexaminerades från Kungliga Tekniska högskolan 1944 och anställdes vid Statens vattenfallsverk 1944. Han tjänstgjorde bland annat vid byggandet av Kilforsens och Stornorrfors kraftverk 1949–1956, var chef för utvecklings- och kontrollsektionen vid avdelningen för byggnadsteknik 1956–1963, överingenjör vid allmänna sektionen 1964-1971, teknisk direktör och chef avdelningen för byggnadsteknik 1971–1973 och generaldirektör för Sveriges geologiska undersökning (SGU) 1973–1981.